# Татібана Масако
Татібана Масако (23 листопада 1983) — японська синхронна плавчиня.
Учасниця Олімпійських Ігор 2008 року. Срібна медалістка Чемпіонату світу з водних видів спорту 2005 року в змаганнях груп та комбінації.